# Hexatoma (Eriocera) candidipes
Hexatoma (Eriocera) candidipes is een tweevleugelige uit de familie steltmuggen (Limoniidae). De soort komt voor in het Neotropisch gebied.